# Ischnurges rufalis
Ischnurges rufalis là một loài bướm đêm trong họ Crambidae.